# Dihtiarí
Dihtiarí (ucraniano: Дігтярі́) es un sélyshche de Ucrania ubicado en el raión de Pryluky de la óblast de Chernígov. Dentro del raión, está constituido administrativamente como una pedanía del municipio de Sribne.
En 2022, la localidad tenía una población de 1160 habitantes.
Se ubica unos 10 km al norte de Varva, sobre la carretera T2530 que lleva a Sribne. Se ubica en una zona pantanosa junto a la confluencia de los ríos Lysohir y Udái.

## Historia
Se conoce la existencia de la localidad en documentos desde mediados del siglo XVII, cuando era un pueblo llamado "Dejtiarka" (Дехтярка), en la sotnia de Varva del regimiento cosaco de Pryluky. Entre 1723 y 1872 perteneció a la familia noble Galagán, que entre 1825 y 1832 construyó un palacio con parque en el pueblo. En el Imperio ruso formó parte del uyezd de Pryluky de la gobernación de Poltava. En la RSS de Ucrania fue sede de un koljós, y llegó a adoptar el estatus de asentamiento de tipo urbano en 1960. Antes de que el raión de Sribne se reorganizase como municipio en 2017, Dihtiarí tenía su propio ayuntamiento urbano, que únicamente incluía como pedanías los pueblos de Hnátivka e Ivánkivtsi.